# World Register of Marine Species
O World Register of Marine Species, ou WoRMS, é uma base de dados que visa fornecer uma lista tão completa quanto possível de organismos marinhos.